# Knud Therkelsen
Knud Therkelsen var en dansk fodboldspiller.
Therkelsen spillede i Akademisk Boldklub, som han vandt det danske mesterskab med i 1921.